# 大列佩季哈

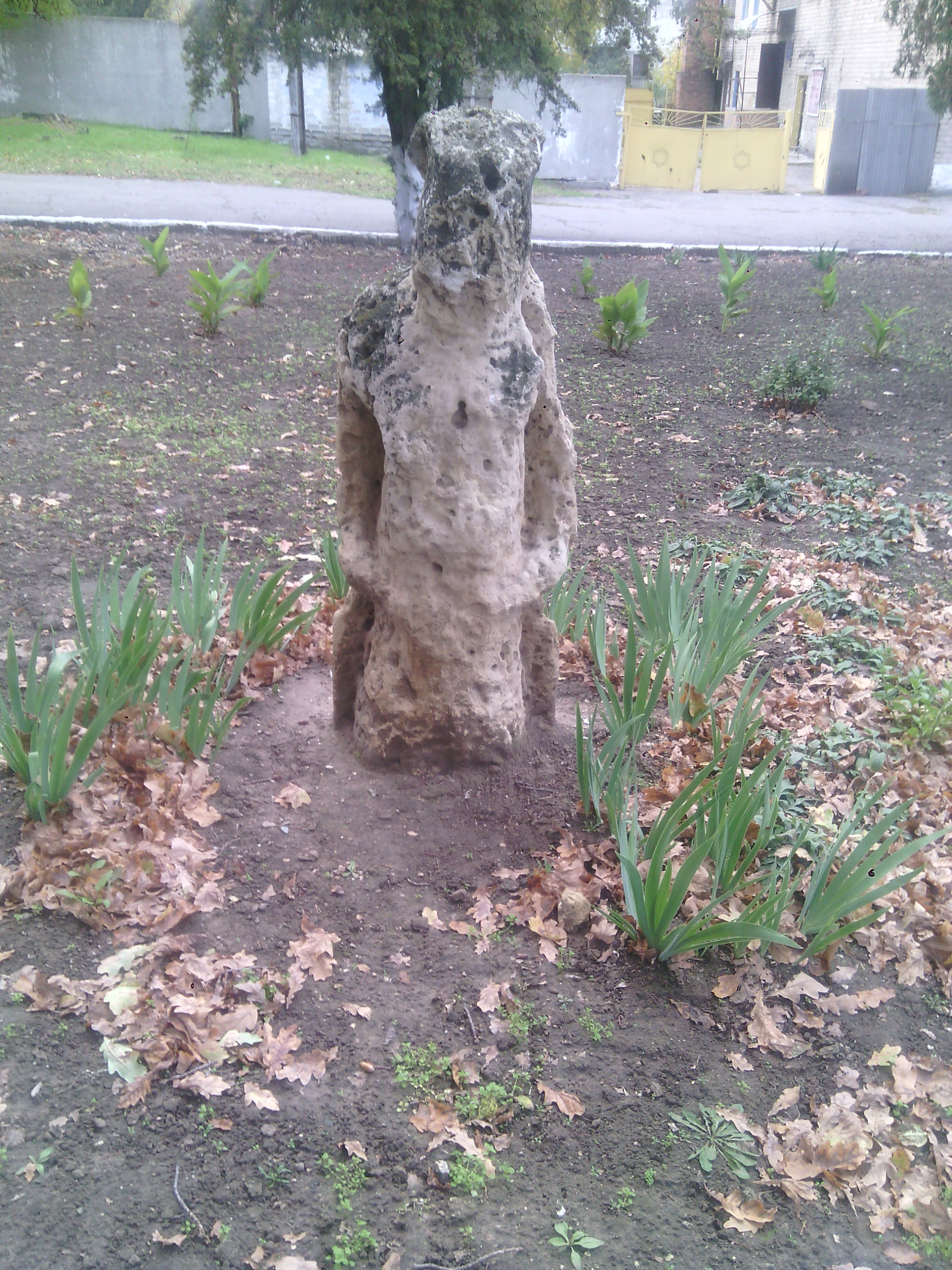
石雕

47°9′31″N 33°55′54″E / 47.15861°N 33.93167°E
大列佩季哈（羅馬化：Velyka Lepetykha）是烏克蘭南部赫尔松州卡霍夫卡區大萊佩蒂哈市鎮内的鎮及该市镇的行政中心。該鎮處於新卡霍夫卡東北面75公里和赫爾松東北面153公里，面積10.54平方公里，海拔高度85米，2013年人口9,015，人口密度每平方公里855人。